# Beep Beep I'm a Sheep
《Beep Beep I'm a Sheep》是一首2017年发行的新奇歌曲，曾在《asdfmovie10》和《舞力全開2018》中出现。歌曲最初由英国YouTuber TomSka于2014年构思，随后将其作为一个短片段收入电影《asdfmovie》系列。TomSka与音乐人LilDeuceDeuce共同创作了一个完整版本，并在2017年愚人节将其作为独立歌曲发行；歌曲随之开始了病毒式传播。